# 岩下哲也
岩下 哲也（いわした てつや、1952年8月22日 - ）は、日本の作曲家。

## 人物
長野県出身。1977年、東京芸術大学音楽学部作曲科卒業。作曲を石桁眞禮生、松村禎三、丸田昭三、浦田健次郎、竹内邦光に、電子音楽を、白砂昭一、南弘明に師事。
現在、パーカッショングループ72メンバー、日本電子音楽協会理事、作曲家の会「環」、日本音響家協会、日本オーディオ協会会員。
東京芸術大学、洗足学園音楽大学、昭和音楽大学非常勤講師。

## 著書
- シンセサイザ－テクニック（専門教育出版 共著）
- 電子楽器と音楽制作（専門教育出版 共著）
- 技術者のためのスコアリ－ディング（専門教育出版 共著）